# Maurizio Giuseppe Turinetti di Pertengo
Maurizio Giuseppe Turinetti, marchese di Cambiano, conte di Pertengo e Costanza (Torino, 24 ottobre 1725 – Torino, 22 ottobre 1798) è stato un nobile italiano, sindaco di Torino nel 1752 e nel 1769.

## Biografia
Figlio di Giuseppe (1695-1733) e di Enrichetta de Chabod de Saint Maurice (morta nel 1734).. 
Fu sindaco di Torino di prima classe nel 1752 e nel 1769.
Non avendo figli maschi, alla sua morte i titoli di marchese di Cambiano, conte di Pertengo e Costanza passarono al cugino Giuseppe Maurizio, figlio di Ercole Gian Antonio Turinetti di Priero.